# Аттимон холт
Аттимон холт (сокр. Аттимон) — железнодорожная станция, открытая 1 декабря 1890 года и обеспечивающая транспортной связью таунленд Аттимон в графстве Голуэй, Республика Ирландия. При открытии получила название Аттимон Джанкшен и была узловой станцией. От неё брала начало ветка на Лохре, закрытая в 1975 году. Wesrtail намеревались восстановить линию для туристического использования, но планы не были реализованы.
Это самая маленькая станция на линии Дублин-Голуэй, имеющая только одну действующую платформу, необорудованная светофорами и без зала ожидания. Старое здание станции заколочено и используется как склад для поездных бригад. Ранее на станции было три платформы (две неиспользуемые частично сохранились). Пешеходный мост соединявший две платформы теперь перенесён на одну из пригородных станций Дублина.
В будние дни четыре поезда совершают остановку здесь — два утром, идущие в Голуэй, и два вечером — один до Дублина и второй, поздний, до Атлона. В воскресенье — три поезда: утром до Голуэй, днём и вечером в Дублин. Проживающие в Аттимон и ближних поселениях, не единожды обращались в правление Iarnród Éireann с просьбами увеличить число останавливающихся на станции поездов, но им было отказано.
Железнодорожная линия не электрифицирована, движение осуществляется на тепловозной тяге.